# Umber View Heights
Umber View Heights é uma vila localizada no estado americano de Missouri, no Condado de Cedar.

## Demografia
Segundo o censo americano de 2000, a sua população era de 52 habitantes. Em 2006, foi estimada uma população de 58, um aumento de 6 (11.5%).

## Geografia
De acordo com o United States Census Bureau, o local tem uma área de 0,2 km².

## Localidades na vizinhança
O diagrama seguinte representa as localidades num raio de 24 km ao redor de Umber View Heights.